# Le Grand Duc (série télévisée)
 (février 2015).
Si vous disposez d'ouvrages ou d'articles de référence ou si vous connaissez des sites web de qualité traitant du thème abordé ici, merci de compléter l'article en donnant les références utiles à sa vérifiabilité et en les liant à la section « Notes et références ».
Pour les articles homonymes, voir Grand-duc (homonymie).
Le Grand Duc est une série télévisée jeunesse québécoise en 79 épisodes de 25 minutes en noir et blanc diffusée du 2 novembre 1959 au 29 mai 1963 à la Télévision de Radio-Canada.

## Synopsis
Cette émission commençait par la Messe de Saint-Hubert pour cors de chasse pendant qu'un lent travelling balayait l'intérieur un peu sombre du grenier savamment encombré d'une vieille demeure européenne de type château ou manoir, pour aboutir à un authentique grand-duc immobile, perché sur une sorte de lutrin qui regardait fixement le téléspectateur, jusqu'à ce qu'un clignement d'yeux le révèle bien vivant… Les émissions commençaient toutes par : « Il ne fait plus tout à fait jour, il ne fait pas tout à fait nuit, l'heure entre chien et loup a sonné. »
L'émission se basait sur des contes et légendes issus du folklore québécois. Chaque épisode était présenté par un personnage vêtu de noir avec une cape (le grand-duc lui-même bien que ce ne fut jamais précisé), rôle tenu par Jean Brousseau. L'émission avait un côté un peu effrayant pour des enfants, avec de fréquentes apparitions du diable, la Corriveau, etc.

## Fiche technique
- Réalisation : Charles Dumas, Pierre Lebeuf, Pierre Monette
- Scénarisation : Luan Asilani, Réjane Charpentier, Guy Dufresne, Jean-Paul Filion, Claude Fournier, Guy Fournier, Roger Garand, Monique Groulx, Gilles Hénault, Lise Lavallée, Pierre Patry, Jean Pellerin, Gilles Rochette, Gilles Vigneault
- Société de production : Société Radio-Canada

## Distribution
- Jean Brousseau : le grand duc
- Yvon Dufour : Mazeppa
- Roland Lepage : Malévol
- Marthe Mercure : Ismalia
- Jean-Louis Paris : Martagon
- Thérèse Arbic
- Paule Bayard
- Maurice Beaupré
- André Bertrand
- Pierre Boucher
- Hervé Brousseau
- Marianik Brousseau
- Paul Buissonneau
- André Cailloux
- Margot Campbell
- Yvan Canuel
- René Caron
- Marthe Choquette
- Colette Courtois
- Jean Coutu
- Pierre Dagenais
- Maurice Dallaire
- Jean Dalmain
- Paul Davis
- Yvon Deschamps
- Victor Désy
- Henry Deyglun
- Ronald France
- Edgar Fruitier
- Ève Gagnier
- Bertrand Gagnon
- Jacques Galipeau
- Gérard Gallinat
- Roland Ganamet
- Roger Garand
- Roger Garceau
- Gabriel Gascon
- Lucille Gauthier
- Benoît Girard
- Germaine Giroux
- Jacques Godin
- Georges Groulx
- Michel Guérin
- François Guillier
- Paul Hébert
- Léo Ilial
- Pauline Julien
- Guy L'Écuyer
- Andrée Lachapelle
- Andrée Lafleur
- Jean Lajeunesse
- Lise Lasalle
- Réjean Lefrançois
- Ovila Légaré
- Monique Lepage
- L. Lescault
- Élizabeth Lesieur
- Jacques Létourneau
- Hubert Loiselle
- Yves Massicotte
- Albert Millaire
- Jean-Louis Millette
- André Pagé
- Jani Pascal
- Béatrice Picard
- Gérard Poirier
- Henri Poitras
- Raymond Poulin
- Claude Préfontaine
- Louise Rémy
- Rose Rey-Duzil
- Gifles Rochette
- Percy Rodriguez
- Michelle Rossignol
- Gisèle Schmidt
- Marthe Simon
- Patrick Straram
- Janine Sutto
- François Tassé
- Carmen Tremblay
- Maurice Tremblay
- Kim Yaroshevskaya